# Winona Oak
Johanna Ewana Ekmark, född 8 oktober 1994, även känd som Winona Oak och emellanåt Oaks,  är en svensk sångerska och låtskrivare. År 2018 blev hon uppmärksammad för sin cover av Haim-låten "Don't Save Me" och samarbetssinglar som "Beautiful" (med What So Not) och "Hope" (med The Chainsmokers ).
Hon föddes i Umeå men växte upp på Sollerön, en ö i Siljan i den centralsydliga orten Mora. Hon tog studenten från Moragymnasiet 2013 och flyttade senare till Stockholm.

## Karriär
I februari 2018 samarbetade Winona Oak med What So Not för singeln "Beautiful", som vann priset för bästa oberoende dans-/elektronika-/klubbsingel vid AIR Independent Music Awards i juli 2019.
I oktober 2018 skrev hon kontrakt med Neon Gold och Atlantic.
Winona Oak medverkade på The Chainsmokers andra studioalbum, Sick Boy (släppt december 2018), i låten "Hope". För musikvideon till låten medverkade hon i "klädd i en brun trenchcoat och röd flanellskjorta".
Den 10 december 2018 släppte Winona Oak en musikvideo till sin cover av låten "Don't Save Me" av Haim, via Neon Gold och Atlantic. 